# Stefan Rómer von Kis-Enyitzke
Stefan Rómer von Kis-Enyitzke (* 26. Dezember 1788 in Nagysáros (Vel’ký Šariš, Slowakei); † 30. Juli 1842 in Wien) war ein in Österreich wirkender ungarischer Chemiker und Unternehmer, der in der frühen Zündholzindustrie tätig war.  

## Leben
Stefan Rómer, Sohn eines Advokaten (Rechtsanwalt), arbeitete ab 1808 nach einer Ausbildung zum Apotheker zunächst in Wien. Ab 1813 studierte er an der Universität Wien und wurde 1819 Magister der Pharmazie. Er gründete eine Fabrik zur Produktion von Chloraten, insbesondere Kaliumchlorat, einem 1787 durch den französischen Chemiker Claude-Louis Berthollet entdecktem starken Oxidationsmittel. Ab ca. 1822 experimentierte er mit der Brennluftlampe, einem frühen Wasserstoff-Feuerzeug nach Jan Ingenhousz und dem Döbereiner-Feuerzeug. Es folgte eine Fabrik für Tunkhölzer nach Jean Louis Chancel, frühe Vorläufer der Streichhölzer, die durch Befeuchten mit Schwefelsäure zünden und deren Zündkopf Chlorat enthält. 1827 erwarb er das Privileg (Patent) für sein Verfahren zur Herstellung von Alkalichloraten.
Rómer gehört auch zu den ersten Produzenten von Phosphorzündhölzern, den ersten zuverlässigen und preiswerten Streichhölzern, die eine massenhafte Verbreitung erlangten. Sie revolutionierten die Art Feuer zu machen, denn sie ersetzten für viele Menschen das jahrtausendealte Schlagfeuerzeug. Phosphorstreichhölzer wurden in vielen Ländern quasi gleichzeitig erfunden und die Priorität gilt heute als ungeklärt. 1832 beantragte Rómer ein sehr umfassendes Privileg auf Frictionsfeuerzeuge mit Phosphor. Seine Konkurrenten legten Einspruch ein, auch weil das Patent sehr verschiedene Konzepte vermengte. Die Patentschrift und die Korrespondenz legen die Vermutung nahe, dass Rómer zu diesem Zeitpunkt noch keine eigenen Phosphorhölzchen hergestellt hatte und nur versuchte einen möglichst umfassenden Anspruch zu sichern. 1834 wurde das Patent erteilt und Rómer wurde zum erfolgreichsten Zündholzproduzenten Österreichs. Er stritt sich zeitlebens erbittert mit seinen Konkurrenten Siegl, Preshel, Löwy u. a. auch bezüglich seiner Patentansprüche.
In der frühen Phase zündeten die Streichhölzer oft sehr explosiv. Außerdem verursachten sie schwere Brände, denn der verwendete weiße Phosphor ist selbstentzündlich und sehr schwer zu löschen. Rómer experimentierte daher auch mit milderen Oxidationsmitteln, wie Blei(II,IV)-oxid. 1836 erwarb er ein Patent von János Irinyi, einem ungarischen Chemiker, der sich ebenfalls mit explosionsarmen Streichholzmischungen befasste. Die Unterschiede im Abbrennverhalten zwischen Chlorat und schwächeren Oxidationsmitteln sind heute schwer einzuschätzen, aber bis etwa 1860 gab es beide Varianten. Erst danach setzten sich die chloratbasierten Mischungen durch.
Rómer starb unerwartet im Alter von 54 Jahren, nachdem er sich bei einem Sturz auf der Baustelle einer seiner Fabriken schwer verletzt hatte. Seine Angehörigen versuchten den Betrieb fortzuführen, hatten aber bei weitem nicht Rómers Erfolg. Sein Unternehmen wurde schon bald durch starke Konkurrenz verdrängt.